# Gusztáv, az életmentő
A Gusztáv, az életmentő a Gusztáv című rajzfilmsorozat első évadának hetedik epizódja.

## Rövid tartalom
Bár Gusztáv együttérzően viselkedik egy fuldokló társaságában, mégsem siet annak megmentésére.

## Alkotók
- Rendezte: Macskássy Gyula
- Írta: Várnai György
- Zenéjét szerezte: Pethő Zsolt
- Operatőr: Henrik Irén
- Hangmérnök: Bársony Péter
- Vágó: Czipauer János
- Tervezte: Remenyik Lajos
- Rajzolták: Bánki Katalin, Koltai Jenő, Lengyel Zsolt, Peres Júlia
- Színes technika: Dobrányi Géza, Kun Irén
- Gyártásvezető: Bártfai Miklós

Készítette a Pannónia Filmstúdió.